# Cavalieri portaspada
I Cavalieri portaspada (in latino Fratres militiae Christi, in tedesco: Schwertbrüder) furono un ordine monastico militare tedesco costituito nel 1202 da Alberto di Riga. La regola era fondata su quella dei Cavalieri templari. Furono chiamati anche "Cavalieri di Cristo" e "Fratelli della spada", poi confluiti nell'"Ordine livoniano".

## Nome dei cavalieri in varie lingue
- Latino: Fratres militiae Christi de Livonia ("Fratelli dell'Esercito di Cristo di Livonia")
- Tedesco: Schwertbrüderorden ("Ordine dei Fratelli di Spada")
- Estone: Liivi ordu o Liivimaa Ordu ("Ordine livoniano")
- Lettone: Zobenbrāļu ordenis ("Ordine dei Fratelli di Spada") e Livonijas ordenis ("Ordine livoniano")
- Lituano: Kalavijuočių ordinas ("Ordine degli Spadaccini")
- Polacco: Zakon kawalerów mieczowych ("Ordine dei Fratelli della Spada")
- Russo: Ливонский орден ("Ordine livoniano")

## Storia

### Fondazione e operazioni militari
Alberto, vescovo di Riga, fondò l'ordine con lo scopo di cristianizzare le popolazioni pagane insediate nei territori intorno al golfo di Riga: curi, livoni, selonici, semigalli e letgalli. L'ordine doveva coadiuvare l'azione evangelizzatrice dei missionari e dipendeva dal vescovo secondo un patto feudale.
Fin dalla fondazione l'ordine mostrò di ignorare il suo presunto vassallaggio nei confronti del vescovo e nel 1218 Alberto chiese assistenza al sovrano Valdemaro II di Danimarca; questi si alleò invece con l'ordine e invase il nord dell'Estonia.
La sede dell'ordine si trovava nella città estone di Viljandi (Fellin) dove le mura del castello sono tuttora visibili: altre roccaforti erano sorte a Cēsis (Wenden, futura roccaforte centrale), Sigulda (Segewold) e Aizkraukle (Ascheraden). I comandanti di Viljandi, Kuldīga (Goldingen), Alūksne (Marienburg), Tallinn (Reval), e il balivo di Paide (Weissenstein) costituivano l'entourage più stretto del maestro dell'ordine.
L'ordine venne quasi annientato dai lituani e dai semigalli nel 1236 nel corso della battaglia di Šiauliai. Il 12 maggio 1237 l'ordine fu incorporato nell'Ordine teutonico e da quel momento fu, di fatto, un braccio autonomo dell'Ordine teutonico continuando a mantenere un proprio gran maestro (che de iure dipendeva dal gran maestro dell'Ordine teutonico) e abbigliamento e regola propri.
Prese dunque il nome di Ordine livoniano.

### Ordine livoniano
Tra il 1237 e il 1290 l'ordine conquistò la Curlandia, la Livonia e la Semgallia e nel 1346 acquistò dal sovrano danese Valdemaro IV il rimanente territorio estone.
Il declino dell'Ordine teutonico, cui faceva riferimento l’ordine di Livonia, iniziò in seguito alla sconfitta nella battaglia di Grunwald nel 1410 e alla secolarizzazione dei territori della Prussia da parte di Alberto di Prussia nel 1525. Nel 1413, l'Ordine dei portaspada riuscì a tornare indipendente. Durante la guerra di Livonia, fu sconfitto in modo perentorio dalle truppe russe nel corso della battaglia di Ergeme (1560). L'ordine cercò allora l'appoggio del sovrano polacco Sigismondo II che già nel 1557 era intervenuto in una guerra tra l'ordine e il vescovo di Riga.
In seguito al Trattato di Vilnius (1561), l'ultimo gran maestro Gotthard Kettler secolarizzò l'ordine convertendolo al luteranesimo. Nella parte meridionale dei territori dell'ordine venne creato il ducato di Curlandia e Semigallia (vassallo del Granducato di Lituania), sul quale venne insediata la dinastia Kettler. Il territorio rimanente entrò a far parte dell'Unione Polacco-Lituana, mentre la parte settentrionale dell'Estonia fu divisa in una parte danese e una parte svedese.

## Maestri dei Cavalieri portaspada
- Wenno von Rohrbach dal 1204 al 1209;
- Volkwin von Naumburg dal 1209 al 1236.